# Surtur Rising
Surtur Rising er det ottende studiealbum fra de svenske metalvikinger Amon Amarth. Indspillet i Fascination Street Studios Örebro, Sverige med Jens Bogre. Cover lavet af Tom Thiel. Surtur Rising blev udgivet 29. marts 2011.

## Tracklist
1. War of the Gods
2. Töck's Taunt – Loke's Treachery Part II
3. Destroyer of the Universe
4. Slaves of Fear
5. Live Without Regrets
6. The Last Stand of Frej
7. For Victory Or Death
8. Wrath of the Norsemen
9. A Beast Am I
10. Doom Over Dead Man